# The Photograph - Gli scatti di mia madre
The Photograph - Gli scatti di mia madre (The Photograph) è un film del 2020 diretto da Stella Meghie.

## Trama
Michael Block, un giovane giornalista di modesto successo, fissa un incontro a casa di Isaac Jefferson, per intervistarlo sulla piega che ha preso la sua vita dopo il devastante uragano Katrina: a casa di Isaac Michael nota una fotografia di una donna, tale Christina Eames, e chiede all'uomo di raccontargli la sua storia.
2020. La figlia di Christina, Mae Morton, eredita da questa una cassetta di sicurezza con all'interno anche la stessa foto mostrata nell'abitazione di Isaac, e due lettere: la prima per Mae, la seconda affidata a Mae per essere consegnata a suo padre.
Intanto, ritornato a New York, Michael incontra la ragazza nella galleria d'arte nel quale ella lavora come curatrice: visibilmente attratto da lei, Michael, per rincontrarla, "causalmente" partecipa alla proiezione, organizzata dalla galleria di Mae, di un noioso e vecchio film muto. Qui si rivedono e finiscono al loro primo appuntamento, che termina col loro primo bacio. Così tra i due nasce un'intensa storia d'amore, che però si svolge proprio quando Michael viene assunto da una prestigiosa testata giornalistica a Londra. Michael fatica a dire a Mae del trasloco poiché la loro relazione è nuova e inizia a ignorare le sue chiamate.
Ritornando alla narrazione di Isaac, si scopre che tra Christina e questo c'era stata un'"amicizia", anche se molto di più di ciò: infatti i due arrivarono a vivere insieme, ma la ragazza, annoiata dalla monotonia della sua vita, desiderava una carriera da fotografa. Addirittura, senza dire nulla ad Isaac, prese d'impulso un autobus per New York, dove trovò lavoro nella galleria attuale, lasciandolo per sempre. In seguito chiamò la sua migliore amica, Denise, per dirle del suo nuovo splendido lavoro, ma in cambio la ragazza la informò che sua madre era morta: al funerale della donna, Christina pensò di andare a trovare Isaac, ma Denise le rivelò che egli si era già sposato, poco dopo che lei era partita.
Qualche anno dopo Christina ritornò nella sua città natale con Mae, scattando una fotografia nella sua vecchia casa, dove incontrarono Isaac, che si offrì di portarle a cena per far loro conoscere sua moglie: Christina rifiutò e, immediatamente, diede un bacio sulla guancia ad Isaac, scoppiando a piangere subito dopo essere andate via. Questo fu un episodio che Mae da quel momento ricorda, ancora oggi.
Nel presente, Mae, dopo interi anni, rivede Isaac e gli consegna la lettera che la madre le aveva lasciato nella cassetta, e che era indirizzata "a suo padre", che si scopre essere proprio Isaac. Isaac dice di averlo sempre saputo, ma di aver avuto troppa paura della reazione di Christina per chiederglielo.
Proprio in quel momento Michael torna a casa di Isaac per finire il suo articolo, e trova lì Mae: più tardi Michael le dice di aver intenzione di accettare la nuova proposta di lavoro a Londra, ma di voler anche che la loro relazione continuasse; Mae però ribatte che per lei sarebbe impossibile accettare una distanza del genere tra loro. Così la ragazza torna a lavorare, e trova un video registrato in cui sua madre le confessa che avrebbe voluto saper amare di più le persone.
Ormai a Londra, Michael riceve inaspettatamente un messaggio da Mae, che lo invita a venire con lei ad un concerto di Kendrick Lamar: qui i due si rivedono, Mae confessa di essere davvero innamorata di lui, ed infine essi si baciano, mostrando che anche la distanza non riuscirà a separarli.

## Produzione

### Cast
Nel marzo del 2019 viene reso noto che Issa Rae e Lakeith Stanfield avrebbero interpretato i protagonisti del film, di cui la regia e la sceneggiatura erano state affidate a Stella Meghie. 
Tutto il cast secondario, composto da Chelsea Peretti, Chanté Adams, Kingsley Ben-Adir, Kelvin Harrison Jr., Jasmine Cephas Jones, Y'lan Noel, Lil Rel Howery, Teyonah Parris, Rob Morgan e Courtney B. Vance ha preso parte al progetto poco tempo dopo.

### Riprese
Le riprese del film, iniziate il 25 aprile 2019, si sono svolte principalmente a New Orleans e Queens. Il budget di produzione ha raggiunto i 16 milioni di dollari.

## Distribuzione
Il film è stato distribuito nelle sale cinematografiche statunitensi partire dal 14 febbraio 2020, mentre in Italia il 15 marzo seguente.

## Accoglienza

### Incassi
Il film, guadagnando oltre 13 milioni di dollari alla fine della sua prima settimana di proiezioni nelle sale e posizionandosi 4º nella classifica dei migliori incassi della settimana, in totale ha incassato un totale complessivo di $ 20,6 milioni in tutto il mondo.

### Critica
Il film è stato apprezzato dalla critica specialmente per quanto riguarda la performance della protagonista Issa Rae, premiata come miglior attrice ai People's Choice Awards del 2020.
Sul sito web Rotten Tomatoes il film riceve il 75% delle recensioni professionali positive, con un voto medio di 6,7/10, basato su 111 recensioni; il consenso critico del sito ha riportato: "Riprese meravigliose, una storia d'amore toccante e chimica eccezionale tra i protagonisti Issa Rae e Lakeith Stanfield imprimono il film nelle menti degli spettatori".
Mentre su Metacritic, il film ottiene un punteggio medio di 62 su 100, basato su 27 critiche, indicando "recensioni generalmente favorevoli".

## Riconoscimenti
- 2021 - NAACP Image Award[11]
  - Candidatura per la miglior attrice in un film a Issa Rae
- 2020 - People's Choice Awards[12]
  - Candidatura per l'attrice preferita in un film drammatico a Issa Rae
- 2020 - Black Reel Awards
  - Candidatura per la migliore rivelazione a Robert Glasper[13]